# 七月隆文
七月 隆文 （ななつき たかふみ）は日本の小説家、ライトノベル作家。大阪府出身。京都精華大学美術学部卒業。2015年、『ぼくは明日、昨日のきみとデートする』で第3回京都本大賞を受賞。

## 概要
本人曰く、幼い頃は大人の言っていることに従わない子供だったという。小説を読んだ後に真似事をしたことがきっかけとなり、中学校1年生のときに作家になることを志し始めた。その後、中学生・高校生の頃にはイラストレーターと作家になりたいと志して、創作活動に励んでいた。京都精華大学美術学部卒業後、あかほりさとるの主宰するSATZに所属し、様々なコンペに作品を応募した。2001年にゲーム『ときめきメモリアル2』のノベライズのコンペで勝ち抜き商業誌にデビューした。2001年ごろから花田十輝に話の作り方のコツなどを教わり始め子弟のような関係となり、2003年にオリジナル作品『Astral』でデビューした。当初は「今田隆文」（いまだ たかふみ）名義で執筆活動をしていたが、2004年7月に現在のペンネームへ改名した。一般文芸に進出した『ぼくは明日、昨日のきみとデートする』が口コミを中心にして150万部を超えるヒットとなり、第3回京都本大賞を受賞。影響を受けた作品として『アルスラーン戦記』と『ブギーポップは笑わない』を挙げている。

## 作品リスト

### 小説
- ときめきメモリアル2（2001年2月 - 8月 電撃文庫 全2巻） - 原作：コナミ
- ときめきメモリアル3 ～約束のあの場所で～（2002年3月 - 5月 電撃文庫 全2巻） - 原作：コナミ
- Astral（2003年8月 - 12月 電撃文庫 全2巻 イラスト：ともぞ／2015年8月 - 2016年8月 宝島社文庫） - 宝島社文庫では『君にさよならを言わない』に改題。
- フェリシエラと、わたしと、終わりゆく世界に（2004年5月 富士見ファンタジア文庫 イラスト：水上カオリ）
- 白人萠乃と世界の危機（2005年1月 - 4月 電撃文庫 全2巻 イラスト：しろ）
- イリスの虹（2005年12月 - 2006年4月 電撃文庫 全2巻 イラスト：平野克幸）
- ラブ★ゆう（2006年10月 - 2008年7月 スーパーダッシュ文庫 全6巻 イラスト：みけおう）
- 学園とセカイと楽園（2010年4月 - 12月 MF文庫J 全3巻 イラスト：カワムラヒロキ）
- 俺がお嬢様学校に「庶民サンプル」として拉致された件（2011年12月 - 2016年8月 一迅社文庫 全11巻＋短編集1巻 イラスト：閏月戈）
- さくらコンタクト route A 小河桃子（2014年3月 このライトノベルがすごい！文庫 イラスト：三嶋くろね）
- ぼくは明日、昨日のきみとデートする（2014年8月 宝島社文庫 イラスト：カスヤナガト）
- ケーキ王子の名推理（2015年11月 - 新潮文庫nex 既刊5巻 イラスト：高野苺）
- 天使は奇跡を希う（2016年11月 文春文庫 イラスト：田中将賀）
- ぼくときみの半径にだけ届く魔法（2018年4月 幻冬舎 ／2020年4月 幻冬舎文庫イラスト：loundraw）
- サラと魔女とハーブの庭（2020年10月 宝島社 カバー写真：岩倉しおり）
- 100万回生きたきみ（2021年8月 角川文庫 イラスト：ふすい）

アンソロジー収録作品
「」内が七月隆文の作品
- ハヤテのごとく!SS 超アンソロジー大作戦!!（2009年8月 小学館）「七月隆文の世界」 - 築地俊彦、新井輝、長野聖樹、水城正太郎によるアンソロジーのノベライズ。
- 終電間際オンライン 小説集（2020年12月 KADOKAWA）「もう一度きみに会いたい」 - 柴崎竜人、カツセマサヒコ、西田一紀（夜の本気ダンス）、ニャン、いぬじゅん、春茶によるアンソロジー。

### 脚本
- ドラマCD『Astral』（脚本担当、2006年5月、トライネットエンタテインメント）
- 僕と私の、ひらパー姉さん（2016年1月8日、ABCテレビ）[7]

### 漫画原作
- 残念肉食ウサ子さん（画：葉乃はるか、まんが4コマぱれっと2014年9月号-2015年9月号連載、一迅社4コマKINGSぱれっとコミックス）
- 俺がお嬢様学校に「庶民サンプル」として拉致られた件 (画：りすまい、月刊Comic REX連載、一迅社REXコミックス、全15巻)
- ぼくは明日、昨日のきみとデートする (画：大谷紀子、このマンガがすごい!WEB連載、宝島社このマンガがすごい!comics、全3巻)
- ケーキ王子の名推理 (画：星見SK、ガンガンONLINE連載、スクウェア・エニックスガンガンコミックスONLINE、全2巻)

## 映像化作品

### TVアニメ
- 俺がお嬢様学校に「庶民サンプル」としてゲッツされた件（2015年10〜12月放送、TOKYO MX他）

### 映画
- ぼくは明日、昨日のきみとデートする（2016年12月公開）[8]